# Nuno da Cunha
Nuno da Cunha (1487-aguas del cabo de Buena Esperanza, 5 de marzo de 1539) fue un militar y marino portugués, hijo de Tristão da Cunha y 9.º gobernador de la India portuguesa de 1528 a 1538.

## Biografía
Nuno da Cunha era hijo del famoso navegante portugués, almirante y embajador ante el papa León X, Tristão da Cunha, y de su mujer Antónia Pais. Nuno acompañó a su padre a la India en la expedición que este había dirigido en 1506. Nuno da Cunha mostró su valor en las batallas de Ojá y Brava (una ciudad en la costa somalí), por lo que fue nombrado caballero por Alfonso de Albuquerque. También participó en la captura de Panane, bajo las órdenes del virrey Francisco de Almeida, coincidiendo y luchando al lado de Lourenço de Almeida, hijo del propio virrey.
A su regreso a Portugal fue nombrado supervisor de la casa real por el rey Juan III.

### Gobernador de la India portuguesa

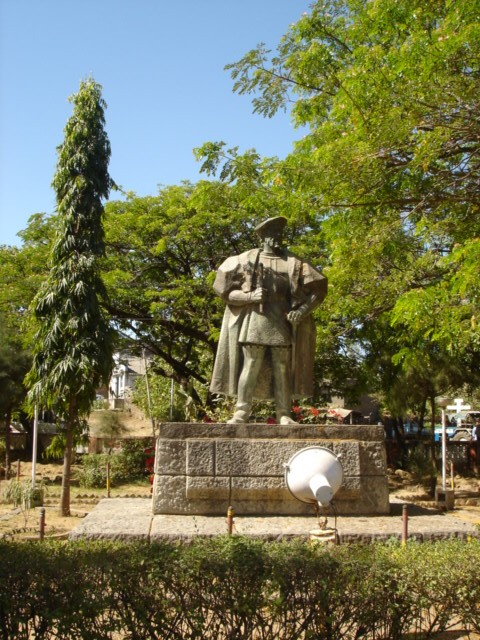
Estatua de Nuno da Cunha, en la ciudad de Diu (India).

Nombrado por João III de Portugal 9.º gobernador de la India portuguesa en 1527, partió con 11 buques y 1500 hombres y desempeñó el cargo entre abril de 1528 y 1538.
En su travesía a Goa, dominó a los piratas en Mombasa que habían estado atacando la costa de Mozambique, que estaba dentro de las zonas comerciales portuguesas y proporcionaban puestos de reabastecimiento en la ruta marítima hacia la India. Los hermanos de Nuno, Pero Vaz y Simão debieron haber servido a las órdenes de su hermano pero murieron en el viaje, de forma que Nuno tuvo que basarse en redes locales de clientelismo durante su largo mandato en Goa.
En 1529, Nuno envió una expedición que saqueó y quemó la ciudad de Damão, en el mar Arábigo, en la desembocadura del río Damão, unos 100 km al norte de Bombay, en el estado musulmán de Guyarat. En 1531 ordenó la construcción de la fortaleza de Chalé, para vigilar mejor Calicut.
Las fuerzas bajo su control capturaron las ricas tierras de Baxay (ahora Vasai) que se encontraba controlada por el gobernante musulmán de Guyarat, Bahadur Shá, el 20 de enero de 1533. Al año siguiente, y después de haber sido renombrada como Bassein, la ciudad se convirtió en la capital de la provincia portuguesa del norte, y se comenzó la construcción de la gran fortaleza de basalto negro que todavía permanece allí (se completó en 1548). En 1535, el sultán de Guyarat, Bahadur Shá, solicitó ayuda a los portugueses contra las fuerzas militares del Gran Mogol de Delhi, Humayun, ofreciéndoles a cambio la isla de Diu.
Forzado a volver a Portugal por el rey João III, que le quería castigar debido a intrigas palaciegas de sus enemigos, envío una flota a las Azores donde iba un juez con la orden de esperar allí a Nuno da Cunha y llevarlo preso de regreso al reino. El barco de Nuno naufragó en el cabo de Buena Esperanza y murió ahogado y así el destino libró al gobernador de la humillación. Su cadáver fue arrojado al mar.
Se casó dos veces, la primera con Maria da Cunha, y la segunda con Isabel da Silveira. Nuno da Cunha era ciego del ojo derecho, que había perdido en un combate de cañas.
La principal fuente sobre la carrera de Nuno da Cunha viene del historiador portugués João de Barros (1496-1570), famoso por su narración de la historia de los territorios portugueses de ultramar. Su obra, Asia de Ioam de Barros, dos fectos que os Portuguezes fizeram no descobrimento e conquista dos mares e terras do Oriente, contiene muchos detalles de las vidas de los gobernantes portugueses en estos territorios.
| Predecesor: Lopo Vaz de Sampaio | 9.º gobernador de la India portuguesa 1529-38 | Sucesor: Garcia de Noronha |